# Сочі (футбольний клуб, 2018)
«Сочі» (рос. «Со́чи») — російський футбольний клуб з міста Сочі. Утворений 6 червня 2018 року. Домашні матчі проводить на стадіоні «Фішт».

## Історія
Клуб заснований 6 червня 2018 року. Це відбулося після розповсюдження інформації у ЗМІ про можливий переїзд клуба «Динамо» з Санкт-Петербурга у Сочі. 15 червня гравці петербурзького «Динамо» почали переукладати контракти з новоствореним клубом «Сочі».
Перед стартом дебютного сезону клуб провів 5 товариських матчів з клубами Росії, Білорусі і Узбекистана. Першим суперником став АГМК з Алмалика (1:0).
Перші офіційні матчі клуб проводив на Центральному стадіоні ім. Слави Метревели у зв'язку з неготовністю стадіону «Фішт», котрий приймав матчі чемпіонату світу з футболу 2018, а також через проблеми, пов'язані з організацією розміщення фанатів команд-гостей і розподілом потоків уболівальників.
17 липня у стартовій грі сезону ФНЛ ФК «Сочі» програв вдома московському «Спартаку-2» з рахунком 0:1. У другому турі клубу вдалося одержати першу перемогу у офіційнім матчі — з мінімальною перевагою був обіграний воронезький «Факел». Першу виїзну серію з трьох матчів «Сочі» провів без поразок, заробивши у сумі 5 очок. За підсумками першого ж сезону команда зайняла перше місце та вийшла до Прем'єр-ліги.

## Символіка і форма

### Клубні кольори
| Синій | Білий |

Емблема була обрана 4 липня 2018 року шляхом голосування в офіційній групі футбольного клубу «ВКонтакте». Вона представляє собою трикутний гостроконечний щит темно-синього квіту з жовто-сірою окантовкою, у верхній частини котрого зображений символ клуба — барс. У центрі розташований напис «ФУТБОЛЬНИЙ КЛУБ Сочи», а нижче перебуває футбольний м'яч срібного квіту.

### Екіпірування та спонсори
| Роки       | Виробники форми | Спонсори     |
| ---------- | --------------- | ------------ |
| 2018—н. ч. | Nike            | Без спонсора |

## Поточний склад
Станом на 31 травня 2024

| №  | Поз. | Нац.      | Гравець                                            |
| -- | ---- | --------- | -------------------------------------------------- |
| 1  | ВР   | Росія     | Максим Рудаков                                     |
| 4  | ЗХ   | Росія     | В'ячеслав Литвинов                                 |
| 5  | ЗХ   | Росія     | Павло Маслов (в оренді з «Спартака»)               |
| 7  | НП   | Росія     | Володимир Писарський (в оренді з «Крила Рад»)      |
| 9  | НП   | Казахстан | Артур Шушеначев (в оренді з «Хапоель» (Беер-Шева)) |
| 10 | ПЗ   | Словенія  | Мартін Крамарич                                    |
| 12 | ВР   | Росія     | Микола Заболотний                                  |
| 14 | ПЗ   | Росія     | Кирило Кравцов                                     |
| 17 | ЗХ   | Росія     | Артем Макарчук                                     |
| 18 | ПЗ   | Росія     | Микита Бурмістров                                  |

| №  | Поз. | Нац.     | Гравець           |
| -- | ---- | -------- | ----------------- |
| 21 | ПЗ   | Чилі     | Ігнасіо Сааведра  |
| 24 | ПЗ   | Бразилія | Мігел             |
| 25 | ЗХ   | Марокко  | Ях'я Аттіят Аллах |
| 27 | ЗХ   | Росія    | Кирило Заїка      |
| 33 | ЗХ   | Бразилія | Марсело Алвес     |
| 34 | ЗХ   | Росія    | Тимофій Маргасов  |
| 35 | ВР   | Росія    | Александр Дегтев  |
| 42 | ЗХ   | Росія    | Астемір Хежев     |
| 71 | ЗХ   | Чехія    | Юрій Медведєв     |
| 77 | ПЗ   | Австрія  | Александар Юкич   |

## Персонал
| - Борис Ротенберг — власник - Дмитро Рубашко — генеральний директор - Андрій Орлов — спортивний директор - Сергій Цвєтков — заступник генерального директора з безпеки | - Олександр Точілін — головний тренер - Олександр Новіков — ассистент тренера - Дмитро Бородін — тренер воротарів |

## Відвідування матчів
| Сезон   | Всього    | В середньому | Всього  | В середньому | Всього   | В середньому |
| Сезон   | Всі матчі | Всі матчі    | Домашні | Домашні      | Гостьові | Гостьові     |
| ------- | --------- | ------------ | ------- | ------------ | -------- | ------------ |
| 2018/19 | 43 555    | 7259         | 5895    | 2948         | 38 181   | 9545         |